# Накала
Нака́ла (порт. Nacala) — портовый город в Мозамбике, расположен в провинции Нампула.

## История
Накала был маленьким поселением и стал развиваться при португальцах как глубоководный порт. В этот период времени город стал промышленным и сельскохозяйственным центром. Среди основных отраслей промышленности города было производство цемента, сизаля и кешью. В городе есть небольшой современный госпиталь.

## Транспорт
Через Накалу проходит железнодорожная линия. В городе есть порт и аэропорт.

## Демография
Население города по годам:
| 1980   | 1997    | 2007    | 2010    |
| ------ | ------- | ------- | ------- |
| 80 426 | 164 309 | 207 894 | 221 371 |